# Gályarabság

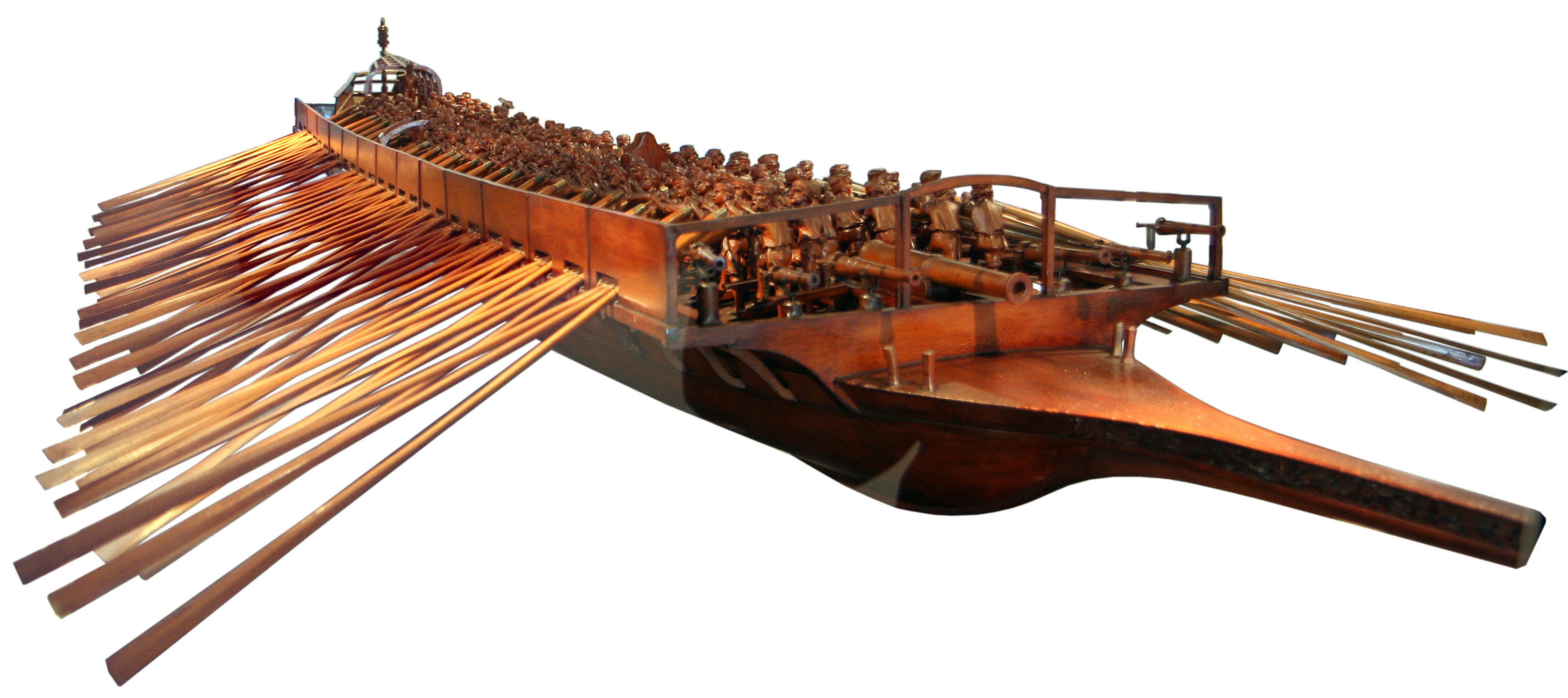
Egy velencei gálya makettje, rabokkal a belsejében

A gályarabság egy megalázó és brutális büntetésmód, amely a 14. század elejétől kezdve a Földközi-tenger környező uralkodóinak gyakorlata volt. A gályarab olcsó munkaerőnek számított, hiszen gazdájának pénzébe nem került, az állam pedig ilyen módon mentesült az általa elítéltek fogvatartásával járó költségektől.

## Története
Franciaországban IX. Károly 1562-ben az orléans-i rendelettel megparancsolta, hogy a cigányokat, ha két hónap leforgása alatt az összes családtagjukkal együtt (tous ceux qui s’appellent Bohêmes ou Egyptiens, leurs femmes, enfants et autres de leur suite) el nem hagyják a francia földet, „a bírák nyomban fogassák el, borotváltassák le szakállukat és hajukat s szolgáltassák valamelyik gályakapitány kezébe, kik három esztendeig tartsák őket a gályákon”. Nem sokkal később, 1564-ben a király meghagyta az összes törvényszéknek, hogy ezentúl senkit se ítéljenek 10 évnél kevesebb időre gályarabságra. Száz évvel később Colbert utasította a bírákat, hogy minél több embert ítéljenek gályákra, és aki odakerült, azt törvényes büntetési ideje leteltével sem engedték szabadon. Gyakori eset volt, hogy egy-egy erős ember háromszor-négyszerte több ideig raboskodott a gályákon, mint amennyire ítélték. Colbert 1670. évi rendelete szerint a gályarabság időhöz kötött vagy örökös; mindkét esetben ezzel együtt jár az időnkénti megkorbácsolás és a tüzes vassal való megbélyegzés. Minden gályarabnak jobb vállára a GAL (azaz galérien, gályarab) betűket sütötték, hogy ha megszökne, vagy ha kiszabadulása után újabb bűnt követne el, felismerhető legyen, hogy már büntetve volt. Öregeket, gyenge férfiakat és nőket nem ítéltek gályarabságra.
Itáliában és Spanyolországban, időnként Franciaországban is a gályarabok legnagyobb része valóságos rabokból, rabszolgákból került ki. Ezek között nagy számmal voltak muzulmánok, akiket áruként, mindig készpénzen vásároltak a nagyhatalmak. Állandó főpiacaik Konstantinápoly, Velence, Málta és Ceuta voltak. Egy-egy nagy háború után azonban kedvező árakon szerezhetők más helyeken is. Így a Buda visszavételekor elfogott török rabokat Dalmáciában adták el örök áron, aránylag igen olcsón, fejenként 140 livre-ért.
A 17. század gályarabjait különösen megszaporította a kor egyetemes reakcionárius iránya, amely Magyarországon a pozsonyi és eperjesi ún. vértörvényszékekkel, Franciaországban a nantes-i ediktum visszavonását követő rettenetes dragonnade-okban nyilvánult meg. Ekkor vette kezdetét a nyugati keresztény államokban a politikai és vallási okokból üldözöttek gályákra küldése. A gályarabokat ugyanis, miután vállukon megbélyegezték, szakállukat, bajuszukat s hajukat leborotválták, török ruhába vagy inkább rongyokba öltöztetve hatosával láncolták az evezőpadokhoz. Amint dalladzanak, vagyis vonják az evezőt: egyik lapát sem fölözi a másikat. A súlyos „dalevedző” minden rántásra majd kitépi karjukat, főképp ha az evezés hullámelőző (passe-vogue), vagyis midőn a hullámverésnél gyorsabb tempóban éri a víz színét a lapát. A dalladzás néha 15-20 óra hosszant tart naponkint, mialatt a „hóhérlópallér” – mint a magyar krónika nevezi az argousin-t, – bikacsökkel veri véresre az elaléló rabokat. Evezés közben a rabok száját fölpeckelték, hogy ne jajgathassanak. A pecek vagy fából vagy vasból volt. Ez utóbbit a banditáktól tanulta el a «rend» kormánya; azok használták a gyötrelmes körtét (poire d'angoisse), amely gömbölyű vas, a torkon kapott rab szájába nyomva, ott magától fölpattant s öblösre peckelte ki az illetőnek száját. «Etetés» idején a hajóstisztek kivették a rabok szájából a pecket és ecetes vagy vinkóba mártott kétszersültet tömtek a szájukba. Kikötőben vagy pihenés idején vályúban tálaltak fel minden evezőpad hat (néha öt) emberből álló személyzete elé egy kis korpát, kását vagy babot. Amikor a marseille-i gályák intendánsa néhanapján egy falat szalonnát kívánt adatni a raboknak: Colbert, a nagy miniszter, ezt a választ adta: «semmi sem ront meg egy-egy rabszolgát jobban, mint a kövérség és a nagy has». A kipeckelt szájú rabok úgyszólván elszoktak a beszédtől. A hajóra lépő idegent hu-hu-hu! kiáltással üdvözölték. Esténként, miután a jezsuita lelkiatya elvégezte a litániát, a lefekvés idejét kutyaszerű, egyhangú üvöltéssel jelezték. E szomori capistráng (couvre-feu) után az evezéstől és a folytonos ütlegeléstől elkínzottak kimerülten kuporodtak a pad alá, vagy (saját rondaságukat kikerülendő!) a padra, éjjeli álomra. Az emberfeletti munka, a hajón terjengő rettenetes bűz s a pogánynál pogányosabb bánásmód minél hamarább megszabadította a rabokat e «földi pokolból (infernum vivorum)». Aki kidőlt, arról hamarosan leverték a bilincseket és a tengerbe vetették holttestét. A gályarabokat főképp a szájfene vagy skorbut pusztította, amely a rossz táplálkozás miatt, mondhatni járványszerűleg dühöngött köztük. A legtöbb gályarab az «átkozott gályákról (maledictae galeae)» nem is menekült másképpen, mint a halál révén, bár a «rabszabadító» szerzetesek, a 17. századtól fogva dicséretes tevékenységet fejtettek ki megszabadításukban. Buzgóságuk azonban csak palliatív szer volt a gályák rendszerével szemben, amelynek iszonyatosságaitól csak a francia forradalom váltotta meg az emberiséget. 1791-ben eltörölték a gályarabságot és bevezették a bagno-rendszert, amely 1852-ig állt fenn, majd helyt adott a Cayenne-be való deportálás rendszerének. A napóleoni háborúk végéig a többi földközi-tengermelléki államban is megszüntették.

## Magyar vonatkozások
A keresztény hadifoglyokból lett gályarabok közt kevés volt a magyar, mivel a török (a keresztény hatalmakkal ellentétben) nem engedte gályákra hurcolni saját alattvalóit. A török hódoltsági magyar, vagy a török véduraság alatt álló erdélyi ember tehát, ha rabul is ejtették, megszabadult, mihelyt honosságát igazolta. Más dolog, ha a rabszíjra fűzötteket fegyveres kézzel, török elleni harcban fogták el. Azoknak jó, ha megengedték, hogy az önkényesen megszabott, igen magas áron kiválthassák magukat. A hadifoglyokból lett gályarabok közt legtöbb volt a lengyel és orosz, akikkel a tatárok Neszter-Fehérvárott vagy Krímiában ütöttek vásárt.
A Kemény Jánossal együtt 1657-ben tatár rabságba esett erdélyiek egy részét is Neszter-Fejérvárt adták el a gályákra, amint egy egykorú krónikás mondja: „Nyolcszázat hajtottak az Vörös-tengerre,|Mint ártatlanokat az veszedelemre.”
A pozsonyi vértörvényszék működése nyomán magyar prédikátorok is nagy számmal jutottak a nápolyi gályákra,  akiknek sorsa méltán állítható párhuzamba az inkvizíció áldozataiéval.

## Gályarabok, akik visszatértek a rabságból
- Kocsi Csergő Bálint református tanár, a magyarországi barokk gályarab-irodalom egyik jeles írója
- Séllyei István református püspök
- Ujvári János mezőörsi református lelkész

## Gályarabok, akik nem tértek vissza a rabságból
- Edvi Illés Gergely malomsoki lelkész